# Peter Burton
Peter Burton, född 4 april 1921 i Bromley i dåvarande Kent (idag en del av London), död 21 november 1989 i London, var en engelsk skådespelare.
Burton spelade bland annat Major Boothroyd (alias Q i senare filmer) i den första James Bond-filmen Agent 007 med rätt att döda (1962). Han tackade 1963 nej till att göra Agent 007 ser rött på grund av problem med schemaläggningen. Rollen gick då istället till Desmond Llewelyn.
Peter Burton var även gästskådespelare i tv-serier som The Avengers, Helgonet, Helgonet återvänder och UFO.

## Filmografi i urval
- 1950 – Trähästen
- 1954 – De som våga
- 1956 – Den långa armen
- 1960 – Sänk Bismarck!
- 1962 – Agent 007 med rätt att döda
- 1962 – Håll igång henne
- 1966 – Judith - kvinnlig spion i Orienten
- 1967 – Berserk
- 1970 – Djävulsbåtarna
- 1971 – Carry On at Your Convenience
- 1971 – Clockwork Orange
- 1979 – The Bitch
- 1980 – Två kvinnor
- 1983 – Spionen som levde två gånger
- 1985 – Doktorn och djävulen